# Comuna Corbasca, Bacău
Corbasca (în maghiară Korbászka) este o comună în județul Bacău, Moldova, România, formată din satele Băcioiu, Corbasca (reședința), Marvila, Pogleț, Rogoaza, Scărișoara și Vâlcele.

## Așezare
Comuna este situată în partea de sud-est a județului, pe malul stâng al Siretului (lacul de acumulare Berești). Este traversată de șoseaua județeană DJ252C, care o leagă spre sud de Tătărăști și spre nord de Pâncești.

## Demografie
Componența etnică a comunei Corbasca
     Români (46,1%)
     Romi (44,27%)
     Alte etnii (0%)
     Necunoscută (9,62%)
Componența confesională a comunei Corbasca
     Ortodocși (89,21%)
     Alte religii (1,08%)
     Necunoscută (9,71%)
Conform recensământului efectuat în 2021, populația comunei Corbasca se ridică la 4.811 locuitori, în scădere față de recensământul anterior din 2011, când fuseseră înregistrați 4.914 locuitori. Cei mai mulți locuitori sunt români (46,1%), cu o minoritate de romi (44,27%), iar pentru 9,62% nu se cunoaște apartenența etnică. Din punct de vedere confesional, majoritatea locuitorilor sunt ortodocși (89,21%), iar pentru 9,71% nu se cunoaște apartenența confesională.

## Politică și administrație
Comuna Corbasca este administrată de un primar și un consiliu local compus din 15 consilieri. Primarul, Nicușor Pușcașu-Andone[*], de la Partidul Social Democrat, este în funcție din 2016. Începând cu alegerile locale din 2024, consiliul local are următoarea componență pe partide politice:
|  | Partid                          | Consilieri | Componența Consiliului | Componența Consiliului | Componența Consiliului | Componența Consiliului | Componența Consiliului | Componența Consiliului | Componența Consiliului | Componența Consiliului | Componența Consiliului | Componența Consiliului | Componența Consiliului | Componența Consiliului |
|  | ------------------------------- | ---------- | ---------------------- | ---------------------- | ---------------------- | ---------------------- | ---------------------- | ---------------------- | ---------------------- | ---------------------- | ---------------------- | ---------------------- | ---------------------- | ---------------------- |
|  | Partidul Social Democrat        | 12         |                        |                        |                        |                        |                        |                        |                        |                        |                        |                        |                        |                        |
|  | Partidul Național Liberal       | 2          |                        |                        |                        |                        |                        |                        |                        |                        |                        |                        |                        |                        |
|  | Alianța pentru Unirea Românilor | 1          |                        |                        |                        |                        |                        |                        |                        |                        |                        |                        |                        |                        |

## Istorie
La sfârșitul secolului al XIX-lea, comuna făcea parte din plasa Berheci a județului Tecuci și era formată din satele Băcioiu, Corbasca, Fofaza, Marvila, Poglețu, Porcărețu, Rogoaza și Scărișoara, cu o populație totală de 2223 de locuitori. În comună existau o școală cu 47 de copii (dintre care 5 fete) deschisă în 1870 și patru biserici (la Corbasca, Marvila, Scărișoara și la schitul Poglețu). Anuarul Socec din 1925 o consemnează în plasa Găiceana a aceluiași județ, având 3200 de locuitori în aceleași sate.
În 1950, comuna a fost arondată raionului Răchitoasa din regiunea Bârlad, apoi (după 1956) raionului Adjud din regiunea Bacău, satul Porcărețu luând denumirea de Vâlcelele în 1964. În 1968, comuna a fost transferată la județul Bacău, tot atunci fiind desființat satul Fofaza (comasat cu Rogoaza).

## Monumente istorice
Singurul obiectiv din comuna Corbasca inclus în lista monumentelor istorice din județul Bacău ca monument de interes local este biserica de lemn „Sfinții Apostoli Petru și Pavel” din satul Poglețu. Clasificată ca monument de arhitectură, ea datează de la 1828.